# Parodia langsdorffii
Parodia langsdorffii är en kaktusväxtart som först beskrevs av Johann Georg Christian Lehmann, och fick sitt nu gällande namn av David Richard Hunt. Parodia langsdorffii ingår i släktet Parodia och familjen kaktusväxter. Inga underarter finns listade i Catalogue of Life.